# PagerDuty
ページャーデューティー（英：PagerDuty Inc.）は、米国カリフォルニア州サンフランシスコ市に本社を置く、インシデント管理のソリューションとプラットフォームを提供するクラウドコンピューティング企業である。2009年に、元々アマゾンでエンジニアとして勤務していたアレックス・ソロモン、アンドリュー・ミクラス、バスカー・プヴァナシャサンの3名によって設立。サンフランシスコ本社に加え、米国アトランタ市、英国（ロンドン）、オーストラリア（シドニー）に主な拠点を置く。
ペイパル、ネットフリックス、データドッグ、IBMといった企業を顧客に持つ。2017年にフォーブス「クラウド100」に41位で登場。2018年には累計資金調達額が1億7300万ドルに到達、企業評価額が10億ドルを突破。
2019年4月にニューヨーク証券取引所上場。
2020年1月、公式日本語サイトを公開。日本国内では株式会社ミクシィ、株式会社スマートニュースなどが顧客である。

## 製品とサービス
PagerDutyは監視ツールやアプリケーションからのアラートを受けて、インシデントの発生を担当者に通報するクラウドソフトウェアを提供している。通報方法はメールだけでなく音声による電話、SMS、スマホへのプッシュ型メッセージで行うことも可能。iOS・アンドロイド共に対応するスマホアプリも提供している。
現在では基本的なオンコール 機能に加え、あらかじめ決めておいたルールに従ってのアラート仕分け、一定時間担当者の反応が見られない場合でのエスカレーションや担当者のシフト表での管理などが可能である。アドオン機能も提供しており、複数のモニタリングソフトウェアが検知した同一のインシデントのグルーピング、バグアラートの除外、機械学習によるノイズ削減、ITインフラの状況を確認できるダッシュボードや報告レポートの作成を支援するツールも提供する。
2020年2月現在、350を超えるソフトウェアとインテグレーションが可能である。